# Markíza Doma
Markíza Doma este un canal de televiziune⁠(d) slovac care difuzează în principal telenovele. Canalul a fost lansat la 31 august 2009 ca primul canal soră al Markíza, axat pe publicul feminin.

## Istoric
Primul conținut produs la nivel local a fost un talk-show zilnic despre stilul de viață L.O.V.E prezentat de Silvia Petöová, Mária Čírová și Ján Hargaš. Emisiunea a început în aprilie 2010, la orele de maximă audiență, iar din septembrie 2010 a fost mutată la orele marginale. De asemenea, știrile săptămânale de bârfe⁠(d) intitulate Up on the Roof au fost mutate de la Markíza, ocupând locul de vineri seara. Cu toate acestea, ambele emisiuni au fost anulate în decembrie 2010 din cauza măsurilor de austeritate.
Pregătirea primei telenovele slovace produse pe plan local, intitulată Only Love, care se bazează pe telenovela românească Numai iubirea a CME, a început la începutul anului 2010. În timpul pregătirii, conducerea a decis să schimbe intriga pentru a fi mai potrivită pentru telespectatorii obișnuiți și să difuzeze noul serial la Markíza sub numele Second Wind. Cu toate acestea, în decembrie 2011 a fost dezvăluit faptul că noul serial de dragoste de 80 de episoade va fi difuzat în cele din urmă la Markíza Doma pentru a-și consolida poziția pe piață. Difuzarea serialului a început la 2 ianuarie 2012, în intervalul orar 21:00. În aprilie 2012 a fost dezvăluit faptul că, datorită marelui succes al serialului, noul scenariu original pentru cel de-al doilea sezon de 64 de episoade a fost scris de scenariști slovaci. Difuzarea celui de-al doilea sezon a început la 17 septembrie 2012 în intervalul orar 20.00 și s-a încheiat la 18 ianuarie 2013.

## Seriale (selecție)
- Doña Barbara
- Rebelde
- Rosalinda
- Triumful dragostei
- Aniela
- Regina
- Numai iubirea
- Inimă de țigan
- Dragoste și pedeapsă
- Iubire ascunsă
- Suleyman Magnificul
- Ezel
- Dragoste infinită
- Furtună pe Bosfor
- Dallas
- Gossip Girl
- Dinastia Tudorilor
- Totul despre sex
- NCIS: Los Angeles
- Mentalistul